# 恋よ、さようなら
「恋よ、さようなら」 (I'll Never Fall in Love Again) は、バート・バカラックとハル・デヴィッドが1968年のブロードウェイミュージカル『プロミセス・プロミセス』用に書いた作品で、ディオンヌ・ワーウィック盤が1969年から1970年にかけて大ヒットして全米第6位を記録し、カバー・バージョンも数多く発表された作品である。

## 解説
バート・バカラックとハル・デヴィッドのコンビは1968年、映画『アパートの鍵貸します』（1960年）をミュージカル化した『プロミセス・プロミセス』（1968年）用の楽曲を書き、なかではミュージカルのタイトル曲と「恋よ、さようなら」がチャートインした。
「恋よ、さようなら」は、まずバート・バカラック自身の演奏盤が1969年全米第93位を記録し、ディオンヌ・ワーウィック盤は翌1970年に全米第6位、イージー・リスニング・チャートでは第1位、R&Bチャートでも第17位を記録した。ディオンヌは、この曲でグラミー賞最優秀女性歌唱賞を受賞した。イギリスではボビー・ジェントリー盤が1969年に全英第1位を記録している。
ミュージカル『プロミセス・プロミセス』はニール・サイモンが脚本が書き、ディヴィド・メリックの製作、ロバート・ムーアの演出で1968年12月1日に開幕して1281回も上演された作品で、ビジネス世界での成功をテーマにしている。バカラックは、このミュージカルに"Knowing when to leave"（去りし時をしって)”Wanting things""Whoever you are I Love you"などを提供している。

## カバー・バージョン
- ジル・オハラ & ジェリー・オーバック - アルバム『Promises, Promises: Original Broadway Cast Album』（1968年）[3]
- チェット・アトキンス - アルバム『Solid Gold 69』（1969年）[4]
- バート・バカラック - アルバム『Make It Easy on Yourself』（1969年）[5]
- シャーリー・バッシー - アルバム『Does Anybody Miss Me』（1969年）[6]
- エラ・フィッツジェラルド - アルバム『Ella』（1969年）[7]
- ボビー・ジェントリー - アルバム『Touch 'Em With Love』（1969年）[8]、『Fancy』（1970年）[9]
- ジャック・ジョーンズ - アルバム『Time for us』（1969年）
- ボビー・ヴィントン - アルバム『My elusive dreams』（1970年）
- ジョニー・マティス - アルバム『Raindrops keep fallin' on my head』（1970年）[10]
- カーペンターズ - アルバム『Close to you』（1970年）[11]
- パティ・ペイジ - アルバム『Honey Come back』（1970年）[12]
- グラント・グリーン - アルバム『Green Is Beautiful』（1970年）[13]
- バート・バカラック & エルヴィス・コステロ - サウンドトラックアルバム"『オースティン・パワーズ：デラックス（Austin Powers: The Spy Who Shagged Me）』（1999年）同作に「世界一豪華なストリートミュージック」との設定でカメオ出演している本人とエルヴィス・コステロによる演奏。[14]